# بدهکار به زندگی
بدهکار به زندگی (به هندی: Udhaar Ki Zindagi) فیلمی است محصول سال ۱۹۹۴ و به کارگردانی کی وی راجو است. در این فیلم بازیگرانی همچون جیتندرا، موشومی چاترجی، کاجول، تینو آناند، راوی کیشان ایفای نقش کرده‌اند.